# Wiktory 2009
25. ceremonia wręczenia Wiktorów odbyła się 21 maja 2010 roku w siedzibie Telewizji Polskiej. Galę prowadzili: Maciej Orłoś i Julia Pietrucha, która w ostatniej chwili zastąpiła Szymona Majewskiego. Wystąpili Natasza Urbańska i zespół Golec uOrkiestra.

## Laureaci i nominowani
| Kategoria                                  | Laureat                                                         | Nominowany | Wręczał                                                            |
| ------------------------------------------ | --------------------------------------------------------------- | --- | ------------------------------------------------------------------ |
| Najpopularniejszy Aktor Telewizyjny        | Artur Żmijewski                                                 | - Piotr Adamczyk - Agata Buzek - Andrzej Grabowski - Tomasz Karolak                                                  | Ilona Łepkowska                                                    |
| Największe Odkrycie Telewizyjne            | Wojciech Cejrowski*                                             | - Dorota Gardias - Julia Kamińska - Krzysztof Respondek - Katarzyna Zielińska                                        | Laureat odebrał tę nagrodę przed galą.                             |
| Osobowość Telewizyjna                      | - Grażyna Torbicka - Kuba Wojewódzki                            | - Krzysztof Ibisz - Szymon Majewski - Andrzej Turski                                                                 | Edward Miszczak                                                    |
| Gwiazda Piosenki i Estrady                 | Natasza Urbańska                                                | - Edyta Górniak - Robert Janowski - Krzysztof Krawczyk - Andrzej Piaseczny                                           | Jerzy Maksymiuk                                                    |
| Najlepszy Prezenter Telewizyjny            | Anita Werner                                                    | - Krzysztof Ibisz - Jarosław Kuźniar - Maciej Orłoś - Marcin Prokop                                                  | Piotr Rubik                                                        |
| Najpopularniejszy Polityk                  | Jerzy Buzek                                                     | - Janusz Lewandowski - Radosław Sikorski - Donald Tusk - Lech Wałęsa                                                 | Krystyna Janda Nagrodę w imieniu ojca odebrała córka, Agata Buzek. |
| Najwyżej Ceniony Komentator lub Publicysta | Tomasz Lis                                                      | - Mateusz Borek - Kamil Durczok - Jarosław Gugała - Tomasz Sianecki                                                  | Andrzej Turski                                                     |
| Twórca Najlepszego Programu Informacyjnego | Ewa Ewart                                                       | - Wojciech Iwański - Tomasz Lis - Michał Olszański - Rinke Rooyens                                                   | Elżbieta Jaworowicz                                                |
| Najpopularniejszy Sportowiec               | Justyna Kowalczyk                                               | - Tomasz Adamek - Marcin Gortat - Mariusz Pudzianowski - Drużyna Siatkarzy                                           | Laureat odebrał tę nagrodę przed galą.                             |
| Wiktor Publiczności                        | Andrzej Grabowski                                               | - Katarzyna Cichopek - Krzysztof Ibisz - Robert Janowski - Kuba Wojewódzki                                           |                                                                    |
| Superwiktor                                | - Zenon Laskowik - Włodzimierz Szaranowicz - Leszek Balcerowicz | - Andrzej Grabowski - Michał Kwieciński - Czesław Lang - Maciej Orłoś - Adam Pieczyński - Piotr Rubik - Piotr Walter |                                                                    |
| Superwiktor Specjalny                      | Jan Wejchert                                                    | Mariusz Walter | Nagroda została wręczona pośmiertnie. Odebrała ją żona.            |

- Wojciech Cejrowski z telebimu powiedział:To zaproszenie wysłano piętnaście lat za późno, bo już byłem nominowany do Wiktorów za program "WC Kwadrans".